# Temporada 1916-1917 de l'EC Granollers
La quarta temporada fou un any d'estabilitat i creixement, concretant-se finalment l'ingrés del Granollers Sport Club a la Federació Catalana de Foot-ball Associació.

## Fets destacats
1916
- 15 d'octubre: el primer equip es veu obligat a retirar-se del terreny de joc en el partit contra l'SC Caldes, degut als incidents entre jugadors, àrbitre i públic, resultant agredit el vocal de la junta granollerina Ramon Xicota.[1]

1917
- 1 de juny: el Club passa a formar part de la Federació Catalana de Foot-ball Associació.[2]

## Plantilla
| Núm. | Pos. |           | Jugador                             | Procedència | Temporada |
| ---- | ---- | --------- | ----------------------------------- | ----------- | --------- |
|      | POR  | Catalunya | Esteve Bassas 'Blai'                |             | 1914-1915 |
|      | POR  | Catalunya | Tomàs Rion Cuch                     |             | 1916-1917 |
|      | DEF  | Catalunya | Josep Martí Batalla 'Martí I'       |             | 1913-1914 |
|      | DEF  | Catalunya | Ramon Meri Molist                   |             | 1914-1915 |
|      | DEF  | Catalunya | Joaquim Mas                         |             | 1913-1914 |
|      | DEF  | Catalunya | Gendra II                           |             | 1916-1917 |
|      | DEF  | Catalunya | Ramon Xicota Guasch                 |             | 1916-1917 |
|      | MIG  | Catalunya | Tomàs Blanxart                      |             | 1914-1915 |
|      | MIG  | Catalunya | Roma                                |             | 1914-1915 |
|      | MIG  | Catalunya | Juli                                |             | 1916-1917 |
|      | MIG  | Catalunya | Joan Gendra Sobrevia 'Gendra I'     |             | 1914-1915 |
|      | MIG  | Catalunya | Miquel Barnet Espargaró             |             | 1914-1915 |
|      | MIG  | Catalunya | Joan Guàrdia Requesens              |             | 1916-1917 |
|      | MIG  | Catalunya | Francesc Ventura Quintana           |             | 1916-1917 |
|      | DAV  | Catalunya | Salvador Mas                        |             | 1913-1914 |
|      | DAV  | Catalunya | Molina                              |             | 1914-1915 |
|      | DAV  | Catalunya | Joaquim Martí Batalla 'Martí II'    |             | 1914-1915 |
|      | DAV  | Catalunya | Anton Toledo                        |             | 1914-1915 |
|      | DAV  | Catalunya | Enric Garrell                       |             | 1914-1915 |
|      | DAV  | Catalunya | Cristòfol Martí Batalla 'Martí III' |             | 1916-1917 |
|      | DAV  | Catalunya | Ballada                             |             | 1916-1917 |
|      | DAV  | Catalunya | Collell                             |             | 1916-1917 |
|      | DAV  | Catalunya | Xirau                               |             | 1916-1917 |
|      |      | Catalunya | Ramon Torruella Oriach              |             | 1913-1914 |

Llegenda:  ·   Capità  ·   Juvenil  ·   Lesionat  ·   Altes  ·   Passaport europeu  ·   Extracomunitari  ·   Extracomunitari sense restricció

## Partits
| Amistosos |

| 16 juliol 1916 | Stàdium SC (Mataró) | (victòria local) | Granollers SC | Mataró |  |
| 16:00          |                     |                  |               |        |  |

| 2 setembre 1916 | Granollers SC (3r equip) | 0 – 6 | Avenç de l'Sport FC (3r equip) | Granollers     |  |
| 16:00           |                          |       |                                | Camp del Gas · |  |

| 3 setembre 1916 | Granollers SC | 2 – 4 | Els Neutrals | Granollers     |  |
| 16:00           |               |       |              | Camp del Gas · |  |

| 8 octubre 1916 | Granollers SC | ? – ? | Club Marià Ausà | Granollers     |  |
| 16:00          |               |       |                 | Camp del Gas · |  |

| 15 octubre 1916 | SC Caldes | (suspès) | Granollers SC                                                                                | Caldes de Montbui          |  |
| 16:00           |           |          | Blai Martí I, J. Mas Gendra I, S. Mas, Barnet Blanxart, Martí II, Martí III, Molina, Garrell | Camp de Sports · Ventura · |  |

| 22 octubre 1916 | Premianenc Espanyol | ? - ? | Granollers SC | Premià de Mar |  |
| 16:00           |                     |       |               |               |  |

| 5 novembre 1916 | Granollers SC | 4 – 1 | Premianenc Espanyol | Granollers     |  |
| 16:00           |               |       |                     | Camp del Gas · |  |

| 12 novembre 1916 | CD Sentmenat | ? - ? | Granollers SC | Sentmenat |  |
| 16:00            |              |       |               |           |  |

| 26 novembre 1916 | Mollet SC | ? - ? | Granollers SC (2n equip) | Mollet del Vallès |  |
| 16:00            |           |       |                          |                   |  |

| 10 desembre 1916 | Granollers SC (2n equip) | 2 – 1 | Mollet SC | Granollers     |  |
| 15:00            |                          |       |           | Camp del Gas · |  |

| 1 gener 1917 | Granollers SC | 4 – 1 | Atlètic FC de Sabadell (1r/2n equip) | Granollers     |  |
| 15:00        |               |       |                                      | Camp del Gas · |  |

| 21 gener 1917 | Granollers SC | 3 – 0           | AD Canigó (Barcelona)                                                                        | Granollers             |  |
| 15:00         | Gendra I · Martí III · Martí II · Rion · Martí I, J. Mas · Guàrdia, Gendra I, Barnet · Martí III, Martí II, S. Mas, Blanxart, Garrell | (La Vanguardia) | Castany Artal, Abella Brunetti, F. Solé, Rosell Sandalinas, López, Bosch, Martínez, González | Camp del Gas · Serra · |  |

| 28 gener 1917 | Rubí FC | 0 - 0 | Granollers SC | Rubí |  |
| 15:00         |         |       |               |      |  |

| 11 març 1917 | Granollers SC (2n equip) | 1 – 2 | Sant Feliu de Codines | Granollers     |  |
| 15:00        |                          |       |                       | Camp del Gas · |  |

| 18 març 1917 | CD Sentmenat | 5 - 3 | Granollers SC | Sentmenat |  |
| 15:00        |              |       |               |           |  |

| 1 abril 1917 | Granollers SC                                                                     | ? – ? | Els Neutrals                                                                         | Granollers     |  |
| 15:30        | Rion Martí I, J. Mas Blanxart, Juli, Gendra I Martí II, Xirau, Martí III, Garrell |       | Serran Casals, Abella Martínez, Sala, Onerol Coll, R. Arumí, L. Arumí, Alcázar, Soca | Camp del Gas · |  |

| 17 maig 1917 | Granollers SC (2n equip) | 2 – 4 | Verdaguer SC (2n equip) | Granollers     |  |
| 16:00        |                          |       |                         | Camp del Gas · |  |

| 28 maig 1917 | Granollers SC | 5 – 1 | Stàdium FC (Barcelona) | Granollers     |  |
| 16:00        |               |       |                        | Camp del Gas · |  |

| 3 juny 1917 | Constància FC | 1 - 6 | Granollers SC (2n equip) | Sant Celoni |  |
| 16:00       |               |       |                          |             |  |

| 3 juny 1917 | FC Cardedeu | 0 - 2 | Granollers SC (3r equip) | Cardedeu                 |  |
| 16:00       |             |       |                          | Amics de la Instrucció · |  |

| 7 juny 1917 | Granollers SC        | 4 – 1 | Stàdium FC (Barcelona) | Granollers     |  |
| 16:00       | Martí II · Martí III |       |                        | Camp del Gas · |  |

| 10 juny 1917 | Granollers SC | 2 – 3 | FC Barcelona (selecció) | Granollers     |  |
| 16:00        |               |       |                         | Camp del Gas · |  |

| 17 juny 1917 | Granollers SC | 4 – 2 | Universal (Barcelona) | Granollers     |  |
| 16:00        |               |       |                       | Camp del Gas · |  |